# Гранада (аеропорт)
Аеропорт Гранади імені Федеріко Гарсія Лорки (ісп. Aeropuerto Federico García Lorca Granada-Jaén, (IATA: GRX, ICAO: LEGR)) — аеропорт, що обслуговує провінцію та місто Гранада, Іспанія. Аеропорт розташований неподалік від Чаучина та Санта-Фе, та за 15 км W від Гранади.

## Історія
Аеропорт Гранади на сьогоденному місці існує лише з початку 1970-х. Проте початок польотів у провінції Гранада припадає на 1895 рік, коли відбулися перші польоти на повітряній кулі в районі Армілла, на південному заході Гранади. «Feria del Corpus de Granada» — перший фестиваль польотів було проведено в 1911 році, який повторювався декілька разів у наступні роки з перервою під час Першої світової війни.
Повстання в іспанському Марокко, яке спалахнуло незабаром у 1921 році, призвело в 1922 році до офіційного відкриття військового летовища на місці проведення льотного фестивалю, який отримав назву Аеродромо Давіла в 1925 році, на честь пілота, який загинув у авіатрощі того ж року. Після придушення повстання аеродром став цивільним аеродромом, перший політ до Севільї відбувся в 1929 році. За рік цивільні польоти були припинені, і летовище знову використовувалася військовими, навіть під час громадянської війни.
Цивільні польоти розпочалися вдруге в 1946 році, і зі збільшенням кількості пасажирів через появу туризму інфраструктура була розширена в 1950-х роках. Але летовище не мало твердої злітно-посадкової смуги.
Рух реактивних літаків, що виник у 1960-х роках, призвів до будівництва нового аеропорту між селами Чаучина та Санта-Фе, який відкрився в 1972 році після двох років будівництва і з тих пір обслуговує цивільні польоти. Військові залишилися на старому летовищі, наразі відоме як База Ареа-де-Армілла — 78-ю вертолітною ескадрильєю.
Напередодні чемпіонату світу з гірськолижного спорту у Сєрра-Неваді 1996 року сьогоднішній аеропорт був модернізований і розширений, і 13 червня 2006 року він отримав назву Федеріко Гарсія Лорка Гранада-Хаен, в пам'ять про Федеріко Гарсія Лорка.

## Авіалінії та напрямки, березень 2020
| Авіакомпанія    | Пункт призначення                                                                                       |
| --------------- | --- |
| Air Europa      | Пальма-де-Мальорка                                                                                      |
| easyJet         | Берлін-Тегель, Бордо, Лондон-Гатвік, Манчестер, Мілан-Мальпенса, Нант, Неаполь                          |
| Iberia Regional | Мадрид, Мелілья, Валенсія (з 29 березня 2020)                                                           |
| Vueling         | Барселона, Більбао, Гран-Канарія, Пальма-де-Мальорка, Тенерифе-Північний Сезонний: Париж-Шарль де Голль |

## Статистика
Див. джерело запитів Вікіданих та джерела.
| Рік  | Пасажирообіг | Вантажообіг (тонн) | Авіатрафік |
| ---- | ------------ | ------------------ | ---------- |
| 2018 | 1.126.417    | 0,336              | 13.618     |
| 2017 | 901.967      | 1,291              | 12.539     |
| 2016 | 751.287      | 6,901              | 11.333     |
| 2015 | 707.270      | 0,990              | 11.089     |
| 2014 | 650.542      | 3,589              | 10.348     |
| 2013 | 638.288      | 12,636             | 10.563     |
| 2012 | 728.428      | 27,933             | 11.376     |
| 2011 | 872.752      | 34,472             | 13.142     |
| 2010 | 978.254      | 37,889             | 13.843     |
| 2009 | 1.187.813    | 41,150             | 16.300     |
| 2008 | 1.422.014    | 66,889             | 19.279     |
| 2007 | 1.467.625    | 72,443             | 21.822     |
| 2006 | 1.086.236    | 69,554             | 17.583     |
| 2005 | 875.827      | 65,871             | 15.746     |
| 2004 | 590.931      | 85,891             | 13.584     |
| 2003 | 525.869      | 101,201            | 12.804     |
| 2002 | 486.756      | 95,415             | 11.188     |
| 2001 | 514.966      | 121,419            | 10.444     |
| 2000 | 509.442      | 120,676            | 9.906      |